# Arthur Fulton
Arthur George Fulton (Londres, 16 de setembre de 1887 – Brookwood, Surrey, 26 de gener de 1972) va ser un tirador anglès que va competir a començaments del segle xx.
El 1908 va prendre part en els Jocs Olímpics de Londres, on guanyà una medalla de plata en la prova de rifle militar per equips.
Quatre anys més tard va disputar els Jocs d'Estocolm, amb la participació en tres proves del programa de tir. Repetí la medalla de plata en la prova de rifle militar per equips, mentre en rifle militar, 300 metres tres posicions fou sisè i novè en rifle lliure, 600 metres.
Amb l'esclat de la Primera Guerra Mundial, l'agost de 1914, va ser desplegat a França amb els Queen's Westminsters. Va ser ascendit ràpidament a sergent i va servir inicialment com a metrallador, però posteriorment es va convertir va fer defranctirador. Va rebre la Medalla de la Conducta Distingida per la seva feina, que es calcula en uns 130 morts. Al final de la guerra havia rebut l'Estrella de 1914, la Medalla Britànica de la Guerra i la Medalla de la Victòria.
A la seva mort va ser descrit a la premsa com "el tirador de rifle més famós que el món hagi conegut".